# 基幹放送用周波数使用計画
基幹放送用周波数使用計画（きかんほうそうようしゅうはすうしようけいかく、昭和63年10月1日郵政省告示第661号）は、電波法に基づき、基幹放送局に使用させることのできる周波数およびその周波数の使用に関し必要な事項を定める総務省告示である。

## 構成
名称変更後、アナログテレビジョン放送終了に伴い項目が整理された。
第1　総則
第2　中波放送を行う基幹放送局に使用させることのできる周波数等
第3　短波放送を行う基幹放送局に使用させることのできる周波数等 　 　
第4　超短波放送（地上系）を行う基幹放送局に使用させることのできる周波数等
第5　テレビジョン放送（地上系）を行う基幹放送局に使用させることができる周波数等
第6　デジタル放送（標準テレビジョン放送等のうちデジタル放送に関する送信の標準方式により、放送衛星業務用の周波数を使用する衛星基幹放送に限る。）を行う基幹放送局に使用させることのできる周波数等
第7　デジタル放送（標準テレビジョン放送等のうちデジタル放送に関する送信の標準方式により、放送衛星業務用の周波数以外の周波数を使用する衛星基幹放送に限る。）による衛星基幹放送を行う基幹放送局に使用させることのできる周波数等（放送衛星業務用の周波数以外の周波数を使用する東経110度人工衛星デジタル放送に限る。）

## 概要
電波法第7条第2項第2号には、総務大臣が基幹放送用周波数使用計画を定めるものとし、本計画に周波数の割当てが無ければ基幹放送局には免許が与えられないものとしている。
この計画では、概ね以下の基準に該当する放送局の周波数並びに空中線電力を定めている。該当しない放送局については他の法令等の規定により個別に割り当てられる。
第2
全ての親局、空中線電力1kW以上の中継局
第3
ラジオNIKKEI全チャンネル
第4
民放（FM補完中継局用途を含む）は全ての親局、NHKは各都道府県庁所在地放送局に係る親局
第5
全ての親局、空中線電力5W以上の中継局
第6・第7
国際協定等によって日本に割り当てられた衛星放送用物理チャンネル全て

## 沿革
1988年
従前のチャンネルプランを整理するため昭和63年郵政省告示第661号「放送用周波数使用計画」として制定
2011年
平成23年総務省告示第242号による改正で「基幹放送用周波数使用計画」と改称